# .dev
.devは、Googleが運用しているトップレベルドメイン名である。ICANNの新しいジェネリックトップレベルドメイン（generic top-level domain、gTLD）プログラムで提案され、2019年2月19日から始まったアーリーアクセス期間を経て、2019年3月1日に一般公開され利用できるようになった。ドメインのセキュリティを向上する目的で、gTLD全体がHSTS preload-listに含まれている。結果として、主要なウェブブラウザから.devウェブサイトへ接続する場合は、HTTPS接続のみが利用できるようになっている。

## セキュリティ
.devトップレベルドメインはHSTS preload listに含まれているため、個別のドメインがHSTSに含まれなかった場合でも、すべての.devドメインにHTTPS接続が要求される。

## 歴史
Web開発者は、.devトップレベルドメインを内部ネットワーク内で長い間テスト目的で使用していた。しかし、GoogleがTLDを獲得した後、そうした環境は一部のモダンなウェブブラウザで機能しなくなった。